# Jean-Hervé Nicolas
Jean-Hervé Nicolas, OP (né Hervé Marie Maurice Auguste le 31 mars 1910 à Bizerte et mort le 26 juillet 2001 à Toulouse) est un religieux dominicain français, professeur de théologie dogmatique à l'Université de Fribourg en Suisse. C'est l'un des représentants les plus importants de la nouvelle scolastique de la seconde moitié du XXe siècle.

## Vie
En 1928, il entre dans l'Ordre des dominicains, au sein duquel il est ordonné prêtre le 25 juillet 1935. Il commence comme professeur au studium de Saint-Maximin. Il est ensuite détaché de la province de Toulouse pour poursuivre ses études. Il enseigne la théologie dogmatique pendant plus de 25 ans à l'Université de Fribourg (1955-56 à 1979-80). Ensuite, il enseigne encore sept ans à l'abbaye trappiste de Sept-Fons.
Ses œuvres ont été traduites dans de nombreuses langues dont le tchèque.

## Œuvres
- Dieu connu comme inconnu, Desclée De Brouwer, Paris, 1966.
- Les profondeurs de la grâce, Beauchesne, Paris, 1969.
- Contemplation et vie contemplative en christianisme, Éditions universitaires de Fribourg/Beauchesne, Fribourg/Paris, 1980  (ISBN 2-8271-0177-7 et 2-7010-1001-2).
- Synthèse dogmatique. De la Trinité à la Trinité, Éditions universitaires de Fribourg/Beauchesne, Fribourg/Paris, 1985  (ISBN 2-8271-0293-5 et 2-7010-1109-4).
- Synthèse dogmatique. Complément. De l'Univers à la Trinité, Éditions universitaires de Fribourg/Beauchesne, Fribourg/Paris, 1993  (ISBN 2-8271-0640-X et 2-7010-1279-1).